# Irish Open 1978
Die Irish Open 1978 im Badminton fanden im Februar 1978 in Dublin statt.

## Finalresultate
| Disziplin    | Sieger                           | Finalist                         | Ergebnis           |
| ------------ | -------------------------------- | -------------------------------- | ------------------ |
| Herreneinzel | Richard Purser                   | Bryan Purser                     | 7-15, 15-12, 15-11 |
| Dameneinzel  | Dorothy Cunningham               | Pamela Hamilton                  | 2-11, 11-6, 11-1   |
| Herrendoppel | Richard Purser Bryan Purser      | Jim Ansari Billy Gilliland       | 15-5, 15-11        |
| Damendoppel  | Christine Stewart Anne Johnstone | Joanna Flockhart Pamela Hamilton | 15-3, 15-4         |
| Mixed        | Billy Gilliland Joanna Flockhart | Fraser Gow Christine Stewart     | 15-10, 15-5        |